# 2001–2002-es magyar női vízilabda-bajnokság
A 2001–2002-es magyar női vízilabda-bajnokság a tizenkilencedik magyar női vízilabda-bajnokság volt. A bajnokságban tíz csapat indult el, a csapatok egy kört játszottak, majd az 1-4. és az 5-10. helyezettek egymás közt még két kört. Az alapszakasz után az 1-4. helyezettek play-off rendszerben játszottak a bajnoki címért.
A Dunaújváros és a BVSC második csapatát is elindította.
A Dunaújvárosi VSE új neve Dunaújvárosi Főiskola lett.

## Alapszakasz
| #   | Csapat                        | M  | Gy | D | V  | G+  | G-  | P  |
| --- | ----------------------------- | -- | -- | - | -- | --- | --- | -- |
| 1.  | Dunaújvárosi Főiskola         | 15 | 14 | 0 | 1  | 226 | 53  | 28 |
| 2.  | BVSC-TBÉSZ                    | 15 | 12 | 1 | 2  | 179 | 96  | 25 |
| 3.  | Carnex-Szentesi VK            | 15 | 8  | 1 | 6  | 136 | 122 | 17 |
| 4.  | Villanó Fókák Kecskemét       | 15 | 6  | 1 | 8  | 108 | 121 | 13 |
|     |                               |    |    |   |    |     |     |    |
| 5.  | Vasas SC                      | 19 | 13 | 1 | 5  | 193 | 106 | 27 |
| 6.  | Dunaújvárosi VSI-Green System | 19 | 10 | 0 | 9  | 131 | 116 | 20 |
| 7.  | Egri VK                       | 19 | 9  | 0 | 10 | 149 | 169 | 18 |
| 8.  | BVSC-Brendon                  | 19 | 9  | 0 | 10 | 147 | 125 | 18 |
| 9.  | POLO Sport Club               | 19 | 4  | 0 | 15 | 97  | 242 | 8  |
| 10. | OSC-Hungaropharma             | 19 | 0  | 0 | 19 | 62  | 278 | 0  |

* M: Mérkőzés Gy: Győzelem D: Döntetlen V: Vereség G+: Dobott gól G-: Kapott gól P: Pont

## Rájátszás
Az elődöntőkben a csapatok magukkal hozták az egymás elleni eredményeket a felsőházból. A továbbjutáshoz nyolc pontot kellett elérni.
Elődöntő: Dunaújvárosi Főiskola–Villanó Fókák Kecskemét 14–4, 13–2 és BVSC-TBÉSZ–Carnex-Szentesi VK 12–4, 10–8
Döntő: Dunaújvárosi Főiskola–BVSC-TBÉSZ 6–5, 8–7, 11–6
A bajnok Dunaújváros játékoskerete: Benkő Nóra, Benkő Tímea, Bódi Anett, Dubniczky Erzsébet, Erdős Zsuzsanna, Kovács Annamária, Primász Ágnes, Sós Ildikó, Tiba Zsuzsanna, Tóth I. Andrea, Zantleitner Krisztina, edző: Mihók Attila

## A góllövőlista élmezőnye
|     | Gól | Játékos               | Csapat                |  |
| --- | --- | --------------------- | --------------------- |  |
| 1.  | 61  | Primász Ágnes         | Dunaújvárosi Főiskola |  |
| 2.  | 40  | Dancsa Katalin        | BVSC                  |  |
| 3.  | 34  | Szremkó Krisztina     | Szentes               |  |
| 4.  | 32  | Györe Anett           | BVSC                  |  |
| 5.  | 31  | Molnár Anett          | Szentes               |  |
| 6.  | 29  | Tóth Lilla            | Kecskemét             |  |
| 7.  | 28  | Rédei Kata            | BVSC                  |  |
| 8.  | 27  | Győri Eszter          | Szentes               |  |
|     | 27  | Zantleitner Krisztina | Dunaújvárosi Főiskola |  |
| 10. | 25  | Gazdag Erika          | Kecskemét             |  |
|     | 25  | Tóth I. Andrea        | Dunaújvárosi Főiskola |  |